# Campionati mondiali militari di atletica leggera
I Campionati mondiali militari di atletica leggera (World Military Track & Field Championship) sono una competizione mondiale per atleti appartenenti ai gruppi sportivi delle varie forze armate, organizzata dal CISM (Conseil International du Sport Militaire) che si tengono periodicamente con cadenza non costante. Nel 2011 sono giunti alla 44ª edizione.

## Edizioni recenti[1]
| Edizione | Luogo                       | Data                 |
| -------- | --------------------------- | -------------------- |
| 18ª      | Bruxelles Belgio            | 1958                 |
| 19ª      | Den Bosch Paesi Bassi       | 1962                 |
| 20ª      | La Coruña Spagna            | 1964                 |
| 21ª      | Salonicco Grecia            | 1965                 |
| 22ª      | La Coruña Spagna            | 1966                 |
| 23ª      | Atene Grecia                | 1968                 |
| 24ª      | Poitiers Francia            | 1969                 |
| 25ª      | Viareggio Italia            | 1970                 |
| 26ª      | Turku Finlandia             | 1971                 |
| 27ª      | Firenze Italia              | 1973                 |
| 28ª      | Mikkeli Finlandia           | 1978                 |
| 29ª      | Algeri Algeria              | 1979                 |
| 30ª      | San Paolo Brasile           | 1980                 |
| 31ª      | Alessandria d'Egitto Egitto | 1984                 |
| 32ª      | Roma Italia                 | 1986                 |
| 33ª      | Warendorf Germania          | 1987                 |
| 34ª      | Roma Italia                 | 1989                 |
| 35ª      | Kajaani Finlandia           | 1990                 |
| 36ª      | Tours Francia               | 1993                 |
| 37ª      | Roma Italia                 | 13-15 settembre 1995 |
| 38ª      | Zagabria Croazia            | 8 al 17 agosto 1999  |
| 39ª      | Beirut Libano               | 1/4 luglio 2001      |
| 40ª      | Tivoli Italia               | 4/7 settembre 2002   |
| 41ª      | Catania Italia              | 4/11 dicembre 2003   |
| 42ª      | Hyderabad India             | 14/21 ottobre 2007   |
| 43ª      | Sofia Bulgaria              | 9/11 giugno 2009     |
| 44ª      | Rio de Janeiro Brasile      | 15-24 luglio 2011    |